# FC Stavo Artikel Brno 1999/2000
Tento článek se podrobně zabývá soupiskou a statistikami týmu FC Stavo Artikel Brno v sezoně 1999/2000.

## Důležité momenty sezony
- 4. místo v konečné ligové tabulce
- Osmifinále národního poháru
- 2. kolo Poháru Intertoto

## Statistiky hráčů
- zahrnující ligu, evropské poháry a závěrečné boje národního poháru (osmifinále a výše)

| Pozice | Jméno          | Zápasy |      | Národnost |
| B      | Luboš Přibyl   | 32     |      | Česko     |
| B      | Radim Vlasák   | 1      |      | Česko     |
| Pozice | Jméno          | Zápasy | Góly | Národnost |
| Z      | Tomáš Abrahám  | 1      | 0    | Česko     |
| Z      | Petr Bartes    | 1      | 0    | Česko     |
| O      | Petr Baštař    | 23     | 0    | Česko     |
| Z      | Daniel Břežný  | 4      | 0    | Česko     |
| O      | Zdeněk Cihlář  | 30     | 0    | Česko     |
| U      | Libor Došek    | 11     | 3    | Česko     |
| O      | Patrik Holomek | 17     | 2    | Česko     |
| U      | Pavel Holomek  | 13     | 1    | Česko     |
| Z      | Petr Kocman    | 24     | 2    | Česko     |
| U      | Jiří Kopunec   | 6      | 0    | Česko     |
| Z      | Gökmen Kore    | 10     | 0    | Turecko   |
| O      | Martin Kotůlek | 3      | 0    | Česko     |
| O      | Petr Křivánek  | 31     | 6    | Česko     |
| Z      | Jan Maroši     | 32     | 5    | Česko     |
| Z      | Jan Palinek    | 20     | 1    | Česko     |
| Z      | Jan Polák      | 31     | 1    | Česko     |
| Z      | Patrik Siegl   | 33     | 9    | Česko     |
| U      | Pavel Šustr    | 24     | 0    | Česko     |
| U      | Petr Švancara  | 30     | 4    | Česko     |
| O      | Martin Zbončák | 27     | 3    | Česko     |
| Z      | Marek Zúbek    | 31     | 0    | Česko     |

- hráči A-týmu bez jediného startu: Martin Doležal, Patrik Křap, Pavel Mezlík, Milan Pacanda, Aleš Schuster, Lukáš Svat
- trenéři: Karel Jarůšek, Jiří Hamřík, Josef Hron
- asistenti: Josef Hron, Jiří Hamřík

## Zápasy

### 1. Liga
- 1. a 16. kolo – FC Stavo Artikel Brno – SK Sigma Olomouc 1:0, 1:1
- 2. a 17. kolo – FC Petra Drnovice – FC Stavo Artikel Brno 2:0, 3:2
- 3. a 18. kolo – FC Stavo Artikel Brno – FK Viktoria Žižkov 4:2, 0:1
- 4. a 19. kolo – SFC Opava – FC Stavo Artikel Brno 4:1, 0:1
- 5. a 20. kolo – FC Stavo Artikel Brno – FK Jablonec 97 2:0, 0:0
- 6. a 21. kolo – FK Teplice – FC Stavo Artikel Brno 2:1, 1:2
- 7. a 22. kolo – FC Stavo Artikel Brno – AC Sparta Praha 1:1, 0:3
- 8. a 23. kolo – SK České Budějovice – FC Stavo Artikel Brno 1:0, 0:2
- 9. a 24. kolo – FC Stavo Artikel Brno – FC Dukla Příbram 0:0, 2:1
- 10. a 25. kolo – FC Stavo Artikel Brno – FC Bohemians Praha 1:1, 0:0
- 11. a 26. kolo – FC Baník Ostrava – FC Stavo Artikel Brno 1:0, 1:2
- 12. a 27. kolo – FC Stavo Artikel Brno – SK Hradec Králové 1:2, 0:1
- 13. a 28. kolo – FC Slovan Liberec – FC Stavo Artikel Brno 0:1, 0:3
- 14. a 29. kolo – FC Stavo Artikel Brno – FK Chmel Blšany 3:0, 0:1
- 15. a 30. kolo – SK Slavia Praha – FC Stavo Artikel Brno 3:1, 1:3

### Národní pohár
- 2. kolo – TJ Slovan Břeclav – FC Stavo Artikel Brno 1:7
- 3. kolo – FK Kunovice – FC Stavo Artikel Brno 1:4
- Osmifinále – FC Slovan Liberec – FC Stavo Artikel Brno 3:1

### Pohár Intertoto
- 2. kolo – FC Basel – FC Stavo Artikel Brno 0:0, 4:2

## Klubová nej sezony
- Nejlepší střelec – Patrik Siegl, 9 branek
- Nejvíce startů – Patrik Siegl, 33 zápasů
- Nejvyšší výhra – 7:1 nad Břeclaví
- Nejvyšší prohra – 1:4 s Opavou
- Nejvyšší domácí návštěva – 23 800 na utkání se Spartou Praha
- Nejnižší domácí návštěva – 2 600 na utkání s Hradcem Králové